# Pardosa cribrata roscai
Pardosa roscai là một phân loài nhện trong họ Lycosidae.
Loài này thuộc chi Pardosa. Pardosa cribrata roscai được Carl Friedrich Roewer miêu tả năm 1951.